# 馬路須加學園0 木更津亂鬥篇
《馬路須加學園0 木更津亂鬥篇》（日语：マジすか学園0 木更津乱闘編），2015年於日本電視台播出的電視劇，Hulu在電視首播前提前線上播出。為《馬路須加學園系列》的第外傳作品，HKT48主演。是馬路須加學園4及5的前傳。

## 概要
本作的劇情主要是作為第四季及第五季故事前傳，是第四季的櫻及第五季的滑舌轉校入馬路須加女學園前，在九州的「志惠唐鹿女子商業」學校就讀1年級時在千葉縣木更津市進行修業旅行時的故事。本作邀請了在木更津市出身的搖滾樂團氣志團共演，更有兩團領軍人物指原莉乃和綾小路翔的接吻場面。
志惠唐鹿的日文讀音是本作主題曲《吵死了！》的日文原題。

## 登場人物

### 志恵唐鹿女子商業
- 上女 - 指原莉乃

志恵唐鹿女子商業吹奏樂部Team Zondag第7任部長。來自馬路須加女學園的轉校生，原稱宅姐（ヲタ）。
1年A班
- 櫻 - 宮脇咲良

第四季的主角
- 滑舌 - 兒玉遙

第五季的主要角色，櫻的伙伴
- 生意氣（ナマイキ） - 矢吹奈子
- 大人 - 田中美久
- 棒讀 - 朝長美櫻
- 擴音器（メガホン） - 田島芽瑠
- 角煮 - 森保圓
- 屁股 - 松岡菜摘
- 自戀 - 神志那結衣
- 螺絲 - 穴井千尋
- 尾木 - 多田愛佳
- 遲到 - 淵上舞
- 袋綴 - 坂口理子
- 號泣 - 本村碧唯
- 片假名（カタカナ） - 山下艾米麗
- 寺元一茶 - CR岡本物語
- 小池雪乃 - 岡部恭子

### 木更津不良軍團
- 綾小路翔 - 綾小路翔（氣志團）
- 耳語 - 早乙女光（氣志團）
- 停學 - 西園寺瞳（氣志團）
- 怠學 - 星愚亂魔弍惠（氣志團）
- Master（マスター） - 白鳥松竹梅（氣志團）
- 賢治 - 松川尚瑠輝
- 許可證（ムメンキョ） - 山岸門人

## 外部連結
- 《馬路須加學園5》電視台官網 （页面存档备份，存于）
- 《馬路須加學園0 木更津亂鬥篇》Hulu官網 （页面存档备份，存于）